# Ceryx florina
Ceryx florina är en fjärilsart som beskrevs av Butler 1876. Ceryx florina ingår i släktet Ceryx och familjen björnspinnare. Inga underarter finns listade i Catalogue of Life.